# Zwingenberg, Baden-Württemberg
Zwingenberg är en kommun och ort i Neckar-Odenwald-Kreis i regionen Rhein-Neckar i Regierungsbezirk Karlsruhe i förbundslandet Baden-Württemberg i Tyskland.
Kommunen ingår i kommunalförbundet Neckargerach-Waldbrunn tillsammans med kommunerna Binau, Neckargerach och Waldbrunn.